# Pasul Theodul
Pasul Theodul (germ. "Theodulpass"; ital. "Colle del Teodulo"; franc. "Col du Saint-Théodule") este o trecătoare situată la altitudinea de 3.301 m deasupra n.m. la granița dintre Elveția și Italia, făcând legătura între localitățile Zermatt (Elveția) și Breuil-Cervinia (Italia). Ea este trecătoarea din Alpii Pennini (Walliser) amplasată ce mai mare altitudine,  fiind situată între Matterhorn și Breithorn. Trecătoarea este tot timpul anului acoperită de gheață, ea are pe ambii versanți pârtii de schi, care sunt în funcțiune tot anul. Numai partea de vest italiană nu este acoperită de ghețar. Pasul Theodul era deja din vechime o cale utilizată, aici s-au descoperit urmme ale omului din neolitic.  Până în anul 1691 trecătoarea se numea în trecut Pasul Augsttaler, ulterior a fost redenumit după episcopul Theodul (d.† ca. 400).